# Bruno il Vecchio
Bruno il Vecchio, in tedesco Brun der Ältere, (... – 1009/1017) fu signore di Querfurt e capostipite della dinastia di Querfurt. Alla fine della sua vita fu abate di San Michele di Lüneburg.
Bruno fu il primo proprietario del castello Querfurt ad Hassegau, nell'odierna Saalekreis in Sassonia-Anhalt, che viene citato in un documento del 950. Fu il capostipite dei signori di Querfurt, dalle cui file emersero diversi arcivescovi di Magdeburgo e burgravi di Magdeburgo, prestigiosa carica che mantennero dal 1134 al 1359.
L'ascendenza di Bruno non è completamente chiara, ma probabilmente era figlio del conte Bruno di Arneburg e di sua moglie Frideruna. Ebbe quattro figli conosciuti per nome, Bruno, arcivescovo e martire, Gebardo I, che ereditò il castello e il governo di Querfurt da suo padre, Teodorico e Guglielmo. Non si sa molto della sua vita. Dopo la morte di suo figlio, l'arcivescovo Bruno, nel 1009, si fece monaco e poi divenne terzo abate del monastero di San Michele a Lüneburg. Morì tra il 1009 e il 1017.